# (199) Biblis
(199) Biblis es un asteroide perteneciente al cinturón de asteroides descubierto por Christian Heinrich Friedrich Peters el 9 de julio de 1879 desde el observatorio Litchfield de Clinton, Estados Unidos.
Está nombrado por Biblis, un personaje de la mitología griega.

## Características orbitales
Biblis orbita a una distancia media de 3,167 ua del Sol, pudiendo acercarse hasta 2,6 ua. Su excentricidad es 0,1791 y la inclinación orbital 15,48°. Emplea 2059 días en completar una órbita alrededor del Sol.